# Giuseppe Masia
Giuseppe Masia (Ozieri, 14 maggio 1963) è un comico, cabarettista e cantante italiano.

## Biografia
Laureato in lingue e lettere straniere, inizialmente faceva parte di un gruppo musicale heavy metal, chiamato Skull. Cominciò a muovere i passi nel cabaret nel 1991, anno nel quale vinse il festival regionale del cabaret a Tonara. Dopo questo successo Giuseppe Masia si esibì alla festa dell'Unità a Roma.
Durante la sua carriera artistica ha creato molti personaggi interpretati durante i suoi spettacoli, tra i quali Agospino (venditore di fazzolettini al semaforo), Billadu (parodia sarda di Osama bin Laden), i Tenores di Britti (i coristi di Alex Britti). Oltre a fare il comico, Giuseppe Masia è un insegnante di lingua e civiltà francese in un istituto superiore di Olbia.

## Carriera
La carriera di Giuseppe Masia comprende 23 album, un DVD e numerose serate nelle piazze della Sardegna. La sua avventura nel mondo del cabaret comincia nel 1991, quando il produttore discografico Giò Leonardi pubblica il suo primo album Formaggio fuso. Il successo è immediato: nel 1993 pubblica il suo secondo album Buffa!, che rimane il disco più venduto di tutta la sua discografia.

Nel 1995 pubblica il suo terzo album chiamato Cau & Boi, dove vengono curati molto gli arrangiamenti musicali delle canzoni, anche se non ha il successo di Buffa!.
Nel 1996 si presenta con un album registrato con il suo gruppo "Gli ossi d'Uri", dal titolo Fronte del pascolo (il primo album dove Giuseppe Masia comincia a fare le parodie musicali).
Nel 1997 viene pubblicato Supramont. Il titolo di quest'album richiama la figura del supereroe sardo che aiuta i cittadini nei problemi di tutti i giorni. In questo album inoltre è possibile trovare Nerone, una canzone contro gli incendi cantata assieme ad Andrea Parodi.

Nel 1998 viene pubblicato Radio Masia: quest'album descrive la parodia di una stazione radio, con nuove parodie musicali e di personaggi famosi.

Il 2000 è l'anno di N€uro, album che porta molta più notorietà a Masia, grazie anche alla canzone Albarabbere.
Nel 2002 Masia pubblica l'album Sardegna Campa. Il titolo dell'album richiama la popolare trasmissione di Videolina Sardegna Canta. Qui Masia in collaborazione con Giuliano Marongiu e Maria Pintore di Radio Internazionale, mette in mostra tutti i suoi personaggi (tra i quali Agospino, i Tenores di Britti, i muratori, Sandro Cau e i Neoneli per casu).

Nel 2003 viene pubblicato l'album Sardi di fine stagione, con nove tracce inedite.
Nel 2004 viene pubblicato il doppio album Meglio dal vivo... che dal morto; nel primo CD ci sono nuove tracce inedite, nel secondo CD vi è una rassegna delle sue canzoni più note.
Nel 2005 Masia pubblica il suo primo DVD chiamato Telemasia, dove descrive la sua vita in modo ironico, in aggiunta a dei filmati tratti dalla trasmissione di All Music Music Zoo.
Il 2006 è la volta di Trusarò: quest'album ha la particolarità di non presentare parodie musicali, ma solo brani autoprodotti in aggiunta a Peter Pau, un nuovo supereroe sardo.
Nel 2008 viene pubblicato l'album dal titolo 3008; questo disco presenta delle nuove parodie, tra le quali la famiglia Addis (parodia della famiglia Addams) e la parlata dei giovani di Olbia.
Nel 2011 il comico ozierese si presenta con un nuovo album: L'Italia s'è rotta.
Nel 2013 escono il nuovo album Legalegalline e il video visibile su YouTube.
Nel 2014 esce Bene meda in collaborazione con la sua prima produzione, Zentenoa.
Nell'estate 2017 esce il suo album La patata, dove Masia riprende la collaborazione con Paolo Poddighe col quale aveva già collaborato nella produzione dei primi album. Nel 2019 pubblica un altro album, Made in domo.
A questi album vanno aggiunti gli album-raccolta, contenenti una rassegna delle migliori canzoni del cabarettista sardo tra i quali MegaMasiaMix nel 1996, Il peggio 97 nel 1997, Meglio dal vivo...che dal morto (secondo CD) nel 2004 e Raccolta differenziata nel 2009.
Nel 2023 esce il suo album Maranza, mentre nel 2024 viene pubblicato Nato matto.

## Apparizioni televisive e radiofoniche
Giuseppe Masia ha presentato per due anni su Radio Macomer Centrale e su Radio Internazionale il programma radiofonico Radio Masia; inoltre ha partecipato e vinto le selezioni di Guglielmo 95 prodotto da Radio Rai, partecipando alla finale di Bologna con i primi 6 finalisti su 150 concorrenti.
Verso i primi anni 2000 ha collaborato con TG Rosa, rubrica andata in onda su Odeon TV. Il 28 aprile 2001 ha partecipato al Festival di Sanscemo, nota rassegna musico-demenziale nazionale svoltasi a Torino, prodotta da Radio 105 e pubblicizzata dalle maggiori emittenti televisive e radiofoniche nazionali, e dai quotidiani.

Nel 2004 ha collaborato con l'emittente televisiva All Music nel programma Music zoo, trasmissione dedicata alla musica demenziale e al cabaret musicale. Tuttora sono frequenti delle partecipazioni a trasmissioni televisive e radiofoniche delle principali emittenti radiotelevisive della Sardegna.
Ha partecipato alla trasmissione radiofonica condotta da Marco Galli Tutto esaurito, andata in onda su Radio 105 e nello Zoo di Marco Mazzoli. Nel 2013 è ospite fisso nella trasmissione di Videolina con Lapola.
Negli anni successivi seguono i tour di Masia nell'isola e nella penisola e le sue ospitate nelle emittenti nazionali e regionali e nelle maggiori testate giornalistiche della Sardegna.
Nel 2023 ha partecipato al Festival di San Jimmy, parodia del Festival di Sanremo a cura dello Zoo di 105, con la canzone Ci sei tu, presente nell'album Maranza (2023) e vincendo nella categoria "Nuove proposte". 

## Discografia
- 1991 - Formaggio fuso
- 1993 - Buffa!
- 1995 - Cau & Boi
- 1996 - Megamasiamix (raccolta)
- 1996 - Fronte del pascolo
- 1997 - Il peggio 97 (raccolta)
- 1997 - Supramont
- 1998 - Radio Masia
- 2000 - N€uro
- 2002 - Sardegna Campa
- 2003 - Sardi di fine stagione
- 2004 - Meglio dal vivo che dal morto (2 CD)
- 2005 - Telemasia (DVD)
- 2006 - Trusarò
- 2008 - 3008
- 2009 - Raccolta differenziata (raccolta)
- 2011 - L'Italia s'è rotta
- 2013 - Legalegalline
- 2014 - Bene Meda
- 2015 - Bene Meda Reloaded
- 2017 - La patata
- 2019 - Made in domo
- 2020 - Giovanni Pascolo
- 2023 - Maranza
- 2024 - Nato matto